# Донауешинген
Донауешинген (на немски: Donaueschingen) е град в Германия в планинската верига Шварцвалд намиращ се във федералната провинция Баден-Вюртемберг. Влиза в състава на района Шварцвалд-Бар. Донауешинген (името му е епоним) се намира при сливането на две реки, които дават началото на река Дунав.

## Побратимени градове
- Саверн, Франция[1] (от 1964)
- Вац, Унгария (от 1993)
- Каминояма, Япония (от 1995)